# Gioacchino Murat
Gioacchino Murat, in francese Joachim Murat (Labastide-Fortunière, 25 marzo 1767 – Pizzo, 13 ottobre 1815), è stato un generale francese, re di Napoli (con il nome di Gioacchino Napoleone) e maresciallo dell'Impero con Napoleone Bonaparte.
Era l'ultimo degli undici figli di una coppia di locandieri, Pierre Murat Jordy e sua moglie Jeanne Loubières. Essi gestivano beni del comune e benefici ecclesiastici della priorìa di La Bastide-Fortunière (dal 1763) e del priorato di Anglars (dal 1770). Si distinse sotto il comando del generale Napoleone Bonaparte il 13 vendemmiaio (1795), quando fu determinante nel reprimere l'insurrezione realista a Parigi. Divenne aiutante di campo di Napoleone e comandò la cavalleria durante le campagne francesi in Italia e in Egitto. Murat giocò un ruolo fondamentale nel colpo di stato del 18 brumaio (1799), che portò Napoleone al potere politico. Nel 1800 divenne cognato di Napoleone sposando Carolina Bonaparte, sorella minore dell'imperatore.
Murat fu nominato maresciallo dell'Impero alla proclamazione dell'Impero francese. Prese parte a varie battaglie tra cui quelle di Ulm, Austerlitz, Jena ed Eylau, dove guidò una famosa carica di cavalleria in massa contro i russi. Nel 1806 Murat fu nominato granduca di Berg, titolo che mantenne fino al 1808 quando fu nominato re di Napoli. Continuò a servire Napoleone durante le sue campagne in Russia e Germania  ma abbandonò la Grande Armée dopo la battaglia di Lipsia per salvare il suo trono. Nel 1815 Murat lanciò la guerra napoletana contro gli austriaci ma fu definitivamente sconfitto a Tolentino. Fuggì in Corsica e poi fece un disperato tentativo di riconquistare il trono, ma fu presto fatto prigioniero dal re Ferdinando IV di Napoli. Fu processato per tradimento e condannato a morte mediante fucilazione a Pizzo.

## Biografia

### Da figlio di locandieri a generale
Nato il 25 marzo 1767 a Labastide-Fortunière da una coppia di locandieri, Pierre Murat Jordy (1721-1799) e Jeanne Loubières (1722-1806), Gioacchino Murat è un grande esempio della mobilità sociale che caratterizzò il periodo napoleonico (e anche delle conclusioni tragiche di molte folgoranti carriere). Subito destinato alla carriera ecclesiastica, lo si trova fra i seminaristi di Cahors, poi presso i lazzaristi di Tolosa. Si preparava al noviziato sacerdotale, ma era amante della bella vita, contraeva debiti e, temendo le ire paterne, si arruolò, il 23 febbraio 1787, nei "Cacciatori delle Ardenne", poi nel 12º reggimento dei "Cacciatori a cavallo della Champagne", unità di cavalleria che reclutava uomini audaci. Istruito, si distinse presto e divenne maréchal de logis (sergente), ma nel 1789 venne segnalato per insubordinazione.
Il suo reggimento, di stanza nella provincia di Sélestat, si rifiutò di obbedire agli ordini di un ufficiale e, in seguito ad un'indagine interna, Murat venne identificato come agitatore della protesta. Il giovane aveva diffuso idee filo-rivoluzionarie tra i commilitoni per mezzo di opuscoli e giornali. Gioacchino venne posto in congedo assoluto e dovette far ritorno al villaggio natale. Il padre Pierre, deluso per la naufragata carriera ecclesiastica del figlio, non volle riaccoglierlo nella locanda di famiglia. Murat trovò quindi lavoro come cameriere presso la drogheria di un paese limitrofo, Saint-Céré.
Dopo qualche mese di lavoro, Gioacchino si avvicinò ai club giacobini di Cahors e il cantone di Montfaucon lo scelse come rappresentante nella festa della Federazione di Parigi, tenutasi il 14 luglio 1790. Non riuscendo a sostentarsi economicamente con il lavoro presso la drogheria, Murat ritentò la carriera militare e venne reintegrato nell'esercito nel gennaio 1791, come soldato semplice. Nell'estate dello stesso anno si trovava a pochi chilometri di distanza da Varennes, quando il re e la regina vennero arrestati dalla Guardia nazionale di Lafayette mentre tentavano la fuga.
All'inizio del 1792 Murat entrò a far parte della Guardia costituzionale di Luigi XVI. La guardia era stata costituita dall'Assemblea legislativa francese per proteggere il re, in sostituzione dei reparti moschettieri; Murat voleva entrarvi poiché si trattava di un reparto d'élite con base nella capitale, ma presto si rese conto che l'ambiente non gli si confaceva, dato che la guardia era composta principalmente da ufficiali filo-monarchici. Dopo un solo mese di servizio Murat diede le dimissioni. Il colonnello realista Descours, interessato alle doti militari di Murat, gli offrì in segreto 40 luigi d'oro per arruolarsi in uno degli eserciti contro-rivoluzionari che si stavano formando fuori dalla Francia, ma Murat lo denunciò.
Sulla base di quella denuncia, il deputato Claude Basire ottenne lo scioglimento della guardia del re, il 29 maggio 1792. Murat si era così conquistato la fiducia della nuova classe politica e venne reintegrato nel suo vecchio reggimento. Il 15 ottobre 1792 divenne luogotenente; nel 1793 divenne prima capitano e poi comandante di squadrone. Alla caduta della monarchia entrò nell'esercito rivoluzionario e divenne rapidamente ufficiale.
Durante gli anni rivoluzionari Murat fu un grande sostenitore del processo rivoluzionario, come testimonia la sua corrispondenza e, secondo alcuni autori, fu anche filo-giacobino; egli era solito firmarsi con il cognome del rivoluzionario Marat, facendolo seguire al suo. Nel 1795 era a Parigi a sostenere Napoleone contro l'insurrezione lealista e lo seguì poi nella campagna d'Italia. Nel 1796 prese parte alla battaglia di Bassano, dove fu al comando di un corpo di cavalleria le cui cariche furono di importanza decisiva per la riuscita dello scontro.
Nel 1797, durante un soggiorno al castello di Mombello, incontrò Carolina Bonaparte, la sorella minore di Napoleone, la quale s'invaghì di lui. Nel maggio 1798 salpò da Genova a bordo dell'Artémise e prese parte alla campagna d'Egitto, dove fu nominato generale e fu determinante nella vittoria di Abukir contro i turchi. Partecipò attivamente al colpo di Stato del 18 brumaio 1799 e divenne comandante della guardia del Primo console. L'anno seguente, il 20 gennaio, sposò Carolina Bonaparte, dalla quale ebbe quattro figli, due maschi e due femmine. Eletto, nel 1800, deputato del suo dipartimento, il Lot, fu poi nominato comandante della prima divisione militare e governatore di Parigi, al comando di 60.000 uomini.

### Murat maresciallo
Nel 1804 fu nominato maresciallo dell'Impero e due anni dopo "Granduca di Clèves e di Berg", titolo che lasciò al nipote Napoleone Luigi Bonaparte (figlio del cognato Luigi Bonaparte), dopo essere diventato re di Napoli nel 1808. Grande soldato e grande comandante di cavalleria, fu con Napoleone in tutte le campagne, pur non rinunciando alle proprie opinioni, come quando si oppose all'esecuzione del duca di Enghien. Era in effetti un combattente nato, un uomo sprezzante del pericolo, pronto ad attaccare anche quando la situazione era rischiosa e pericolosa: il coraggio non gli fece mai difetto. Sulla lama della sua sciabola aveva fatto incidere: «L'onore e le donne».
Più volte le cariche travolgenti della sua cavalleria avevano risolto a favore dei francesi una situazione critica, come successe nella battaglia di Eylau, e determinante fu per il successo del colpo di Stato bonapartiano il suo contributo il 18 brumaio quando, insieme al Leclerc, comandava le truppe che stazionavano a Saint-Cloud di fronte alla sala dov'era riunito il Consiglio dei Cinquecento. Tuttavia non eccelleva nell'arte militare e quando il coraggio e lo sprezzo del pericolo dovevano lasciare il posto al freddo calcolo, alla capacità di valutazione immediata della situazione sul campo di battaglia e alle relative decisioni strategiche, non dimostrava grandi doti: si può dire che in battaglia avesse molto più fegato (e cuore) che testa.

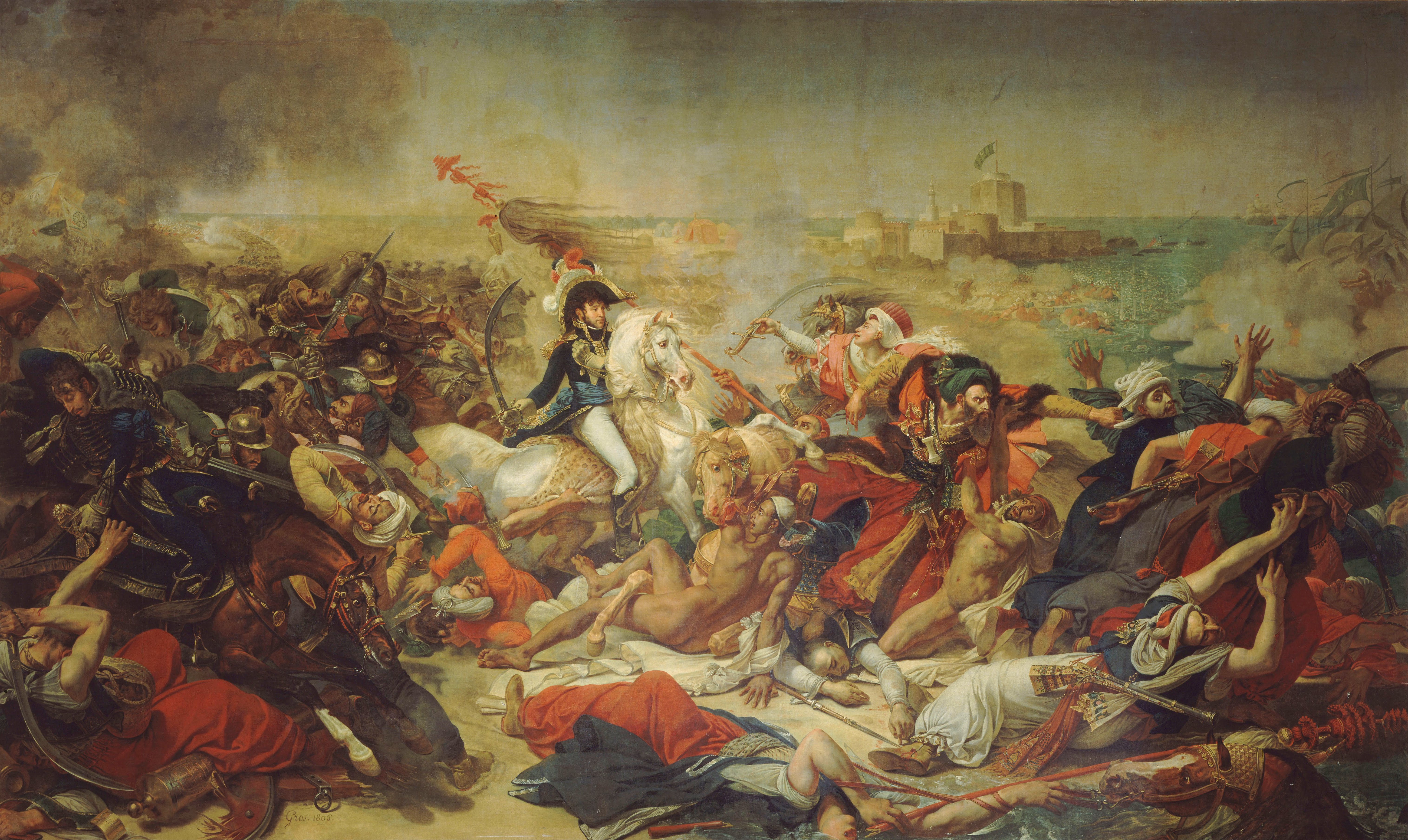
Murat alla battaglia di Abukir, di Antoine-Jean Gros, 1807

Esprime bene questo aspetto quanto lamentato dal generale Savary a proposito del comportamento avventato di Murat nella battaglia di Heilsberg (10 giugno 1807): «… sarebbe stato meglio che egli [Murat] fosse dotato di meno coraggio e di un po' più di buon senso!» Altrettanto significativi delle qualità e difetti del maresciallo sono due episodi avvenuti fra la battaglia di Ulma e quella di Austerlitz. Il 12 novembre 1805 Murat giunse in vista di Vienna, dichiarata dagli austriaci "città aperta", e stava per attraversare il Danubio nei sobborghi della città utilizzando l'ultimo ponte rimasto agibile, che un contingente di genieri austriaci era quasi pronto a far saltare.
Non potendo prendere il ponte d'assalto, nel timore che gli artificieri nemici facessero brillare le mine, Murat e Lannes, accompagnati dal loro intero stato maggiore, si presentarono sulla riva meridionale del Danubio in grande uniforme da parata e cominciarono ad attraversare a piedi il ponte urlando "Armistizio, armistizio" e sfoggiando grandi sorrisi. Gli ufficiali austriaci che dirigevano le operazioni dei genieri erano interdetti e non osarono far aprire il fuoco sul gruppo di alti ufficiali francesi, apparentemente non più, al momento, belligeranti.
Questi attraversarono il ponte e non appena giunti sulla riva settentrionale abbandonarono i sorrisi e, sfoderate le sciabole, si avventarono sugli artificieri più vicini neutralizzandoli. In quel momento una colonna di granatieri francesi del generale Oudinot, che era rimasta celata nel bosco della riva meridionale, attraversò a passo di carica il ponte e sopraffece facilmente il reparto di genieri austriaci: il ponte era così salvo e le truppe di Murat e Lannes poterono attraversarlo senza pericoli. L'episodio divertì molto Napoleone, che "dimenticò" così un precedente, recente svarione del cognato.
Poco dopo, però, un paio di settimane prima della battaglia di Austerlitz, presso Hollabrunn, mentre l'armata francese stava tentando di accerchiare quella russa di Kutuzov, Murat fu convinto dal generale russo Wintzingerode, venuto a parlamentare, a sottoscrivere, senza averne i poteri, una tregua d'armi che ebbe l'unico risultato di consentire al generale russo Bagration di sganciarsi dalla morsa in cui era stato costretto per coprire la ritirata del collega Kutuzov.

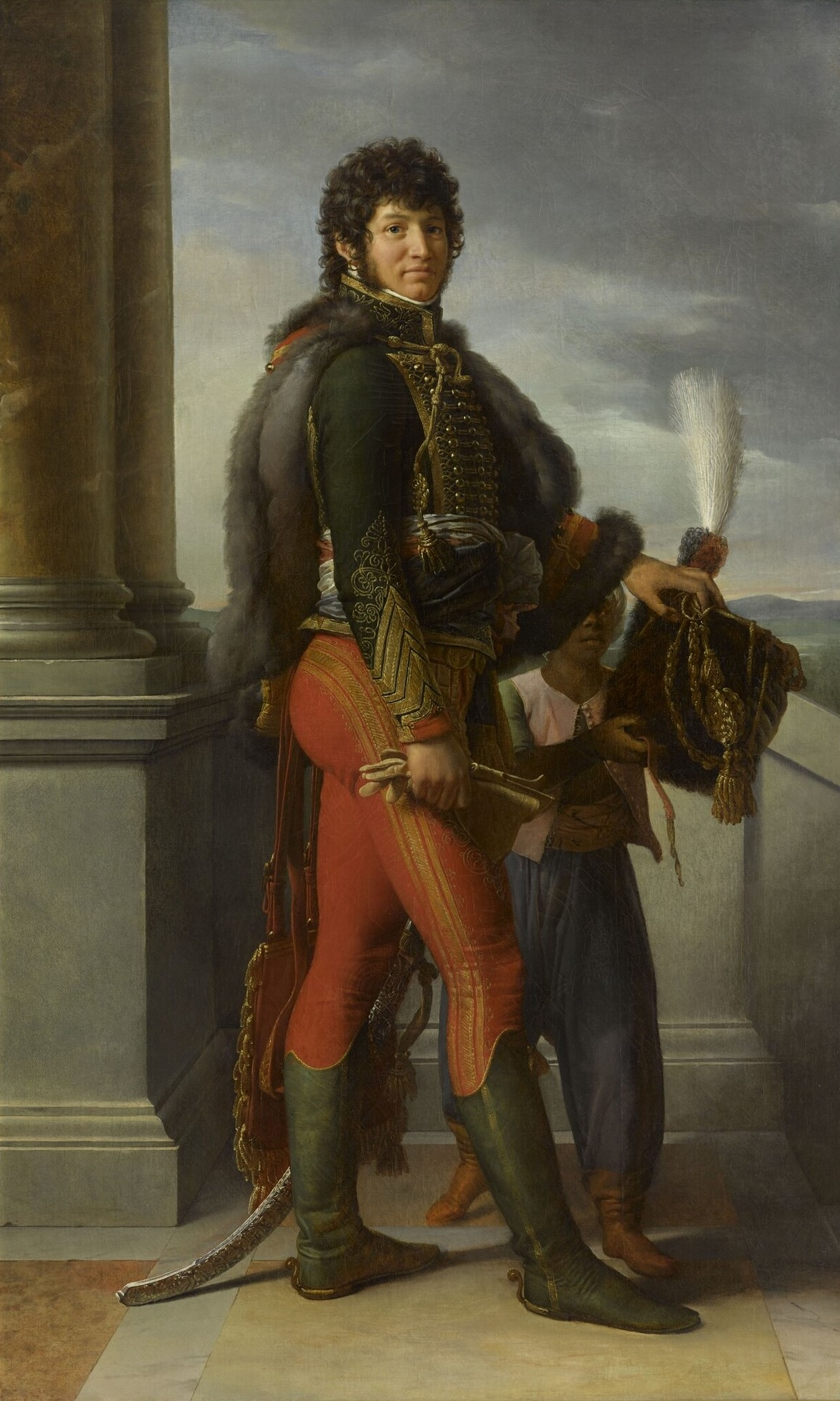
Murat a Napoli, di François Gérard, 1812

Ecco che cosa gli scrisse l'infuriato Napoleone quando seppe della tregua che l'incauto cognato aveva sottoscritto con l'astuto Wintzingerode: «Il tuo operato è veramente inqualificabile, e non ho parole per esprimere appieno i miei sentimenti! Tu sei solo un comandante della mia avanguardia e non hai diritto di concludere un armistizio senza un mio preciso ordine in tal senso. Hai buttato all'aria tutti i vantaggi di un'intera campagna. Rompi immediatamente la tregua! Attacca il nemico! Marcia! Distruggi l'esercito russo! Gli austriaci si sono lasciati trarre in inganno al ponte di Vienna ma tu ora ti sei lasciato gabbare da un aiutante di campo dello zar!». Inutile dire che Murat non se lo fece ripetere, ma ormai il grosso delle truppe di Bagration si era tratto in salvo. Nel 1808 Murat fu inviato in Spagna, dove represse con ferocia la rivolta del popolo di Madrid contro l'occupazione francese.

### Re di Napoli

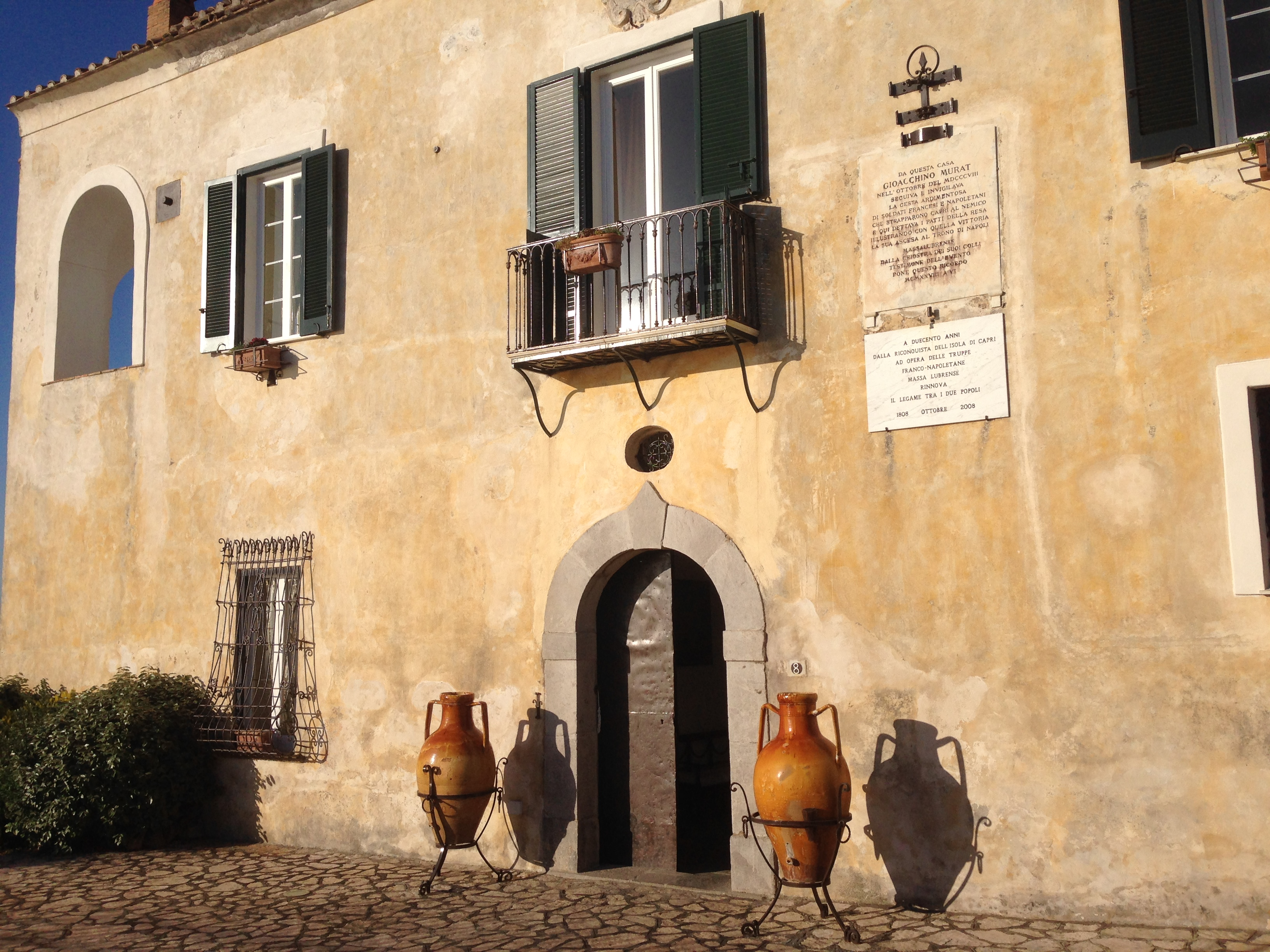
Massa Lubrense, residenza strategica di Gioacchino Murat durante la riconquista dell'isola di Capri (1808)

Nel 1808 Napoleone lo nominò re di Napoli, a seguito della nomina del precedente reggente, Giuseppe Bonaparte, a re di Spagna. A Napoli il nuovo re, ormai noto come "Gioacchino Napoleone", fu ben accolto dalla popolazione, che ne apprezzava la bella presenza, il carattere sanguigno, il coraggio fisico, il gusto dello spettacolo e alcuni tentativi di porre riparo alla sua miseria, ma venne invece detestato dal clero. Tra i suoi primi atti di governo si contarono la concessione di un perdono per i disertori, lo stanziamento di sussidi per militari in ritiro per inabilità o ferite e il soccorso alle vedove ed orfani dei caduti.
Attraverso contatti e accordi con l'Austria cercò di farsi riconoscere dalle potenze europee quale legittimo regnante delle Due Sicilie. Murat, che aveva intenzione di sistemarsi definitivamente a Napoli, intendeva consolidare il regno, in primis conquistando la Sicilia, liberandosi dell'ingombrante presenza a Palermo di Ferdinando e Maria Carolina. Una delle prime riforme a cui Murat mise mano fu quella dell’esercito napoletano. Ferma intenzione del nuovo sovrano era quella di dotare il regno di un numeroso e moderno esercito nazionale.
In questo proposito fu aiutato dallo stesso Napoleone, che con la convenzione di Bayonne impose al Regno di Napoli di fornire all'Impero almeno 16.000 fanti e 2.500 cavalieri. Giuseppe Bonaparte aveva già dato il via alla ristrutturazione delle forze armate ma le presenze filo borboniche nelle truppe ne avevano frenato le novità. Il nucleo a cui si appoggiava Giuseppe era formato dall'Armée de Naples composta da truppe francesi. Fu giocoforza istituire un servizio di leva obbligatoria, riuscendo infine ad accattivarsi le simpatie del popolo e a risolvere i problemi sorti durante il regno del predecessore. La leva al principio non fu vista di buon occhio dal popolo ma poi si rivelò un elemento fondante dell'unità del regno.
I giovani contadini, che facendo una vita misera a causa delle povere condizioni economiche delle loro famiglie, ebbero modo di migliorare la loro posizione in seno all'esercito, dove potevano godere di una buona alimentazione, di abiti e di una istruzione di base nelle arti militari. L'esercito napoletano di Murat era composto da 9 reggimenti ognuno dei quali formato da 3 battaglioni (che in guerra diventavano 4), composti a loro volta da 7 compagnie (di cui due scelte di granatieri e volteggiatori) e dotato di una batteria di artiglieria. Nel 1809 Murat costituì anche due reggimenti di fanteria di linea a reclutamento regionale, il 4° "Real Sannita" e il 5° "Real Calabria", mentre l'anno successivo, per sopperire alle perdite riportate in Spagna e nella spedizione in Sicilia, venne creato il 6º Reggimento Fanteria di Linea "Napoli", formato da elementi della Guardia Municipale di Napoli, e venne incorporato nell'esercito napoletano anche un ex-reparto francese formato da soldati di colore, il 7º Reggimento di Fanteria di Linea "Real Africano". Il nuovo esercito ebbe il proprio battesimo del fuoco nella fulminea spedizione militare che consentì di cacciare gli inglesi dall'isola di Capri.
Il regnante francese mise ordine nelle finanze dello stato che al suo arrivo presentavano un notevole deficit, diminuendo le spese di tutti ministeri e razionalizzando il debito pubblico. L'ingente ammontare del debito fu suddiviso tra quello al quale non si intendeva far fronte poiché era stato accumulato dall'amministrazione borbonica e quello di pertinenza del suo predecessore Giuseppe, al quale furono regolarmente pagate le cedole ricalcolate con un interesse massimo del 3%. Inoltre ristrutturò il catasto fondiario, i cui valori erano la base del calcolo dell’imposta fondiaria. Il governo del francese si caratterizza per interventi destinati a incidere positivamente e a imprimere all’economia del Mezzogiorno una forte spinta in senso borghese. L’eliminazione di ogni potere giurisdizionale dei baroni, la vendita delle terre demaniali e di quelle appartenenti alle corporazioni religiose soppresse, la liberalizzazione dei commerci e l’abolizione del dazio sono altrettanti impulsi alla trasformazione della società in senso moderno; nella stessa direzione vanno i sostegni alle iniziative industriali, alcune tradizionali come la lavorazione della seta, altre nuove come la produzione dell’acido solforico e del solfato di rame.
Durante il suo breve regno Murat fondò, con decreto del 18 novembre 1808, il "Corpo degli ingegneri di Ponti e Strade" (all'origine della facoltà di Ingegneria a Napoli, la prima in Italia) con la Scuola di Applicazione in Ponti e Strade, e la cattedra di agraria nella medesima università con decreto del 10 dicembre 1809, ma condannò alla chiusura, con decreto del 29 novembre 1811, l'antica Scuola medica salernitana. Promosse la Società Reale fondata da Giuseppe e suddivisa in tre sezioni: Accademia di Storia e Belle Lettere, Accademia delle Scienze e Accademia di Belle Arti.
Inoltre avviò opere pubbliche di rilievo non solo a Napoli (nuovi scavi a Ercolano, il Campo di Marte, ecc.), ma anche nel resto del Regno (l'illuminazione pubblica a Reggio Calabria, il progetto del Borgo Nuovo di Bari, il riattamento del porto di Brindisi, l'istituzione dell'ospedale San Carlo di Potenza e del primo manicomio d'Italia ad Aversa, guarnigioni dislocate nel Distretto di Lagonegro con monumenti e illuminazioni pubbliche, più l'ammodernamento della viabilità sulle montagne d'Abruzzo). Il beneplacito della popolazione per il suo operato fu ricambiato dallo stesso sovrano, che intitolò a sé l'intera città di Torre Annunziata, mutandone il nome in "Gioacchinopoli".
Decisiva per la costruzione di Piazza del Plebiscito di Napoli, fu la legge del 7 agosto 1809 emanata da Murat, che ordinò in tutto il regno di Napoli la soppressione dei monasteri; l'abbattimento dei diversi conventi preesistenti, infatti, portò la superficie totale della piazza a triplicarsi, da 9000 a più di 23 000 m2. In questo modo, Murat già nel 1809 poté sancire l'inizio dei lavori per la «Grande e pubblica piazza», il cosiddetto «Foro Gioacchino», da realizzare sotto la direzione dell'architetto napoletano Leopoldo Laperuta, coadiuvato da Antonio De Simone. Nel solco dei vasti rinnovi urbani che stavano coinvolgendo la Francia e l'Europa illuminista, intendeva infatti sostituire quello che era sostanzialmente uno slargo irregolare con una piazza geometricamente ben definita; solo in questo modo si sarebbe infusa maggiore vitalità a uno dei maggiori punti focali cittadini, in quanto davanti alla Reggia. Obiettivo dei Napoleonidi era quello di conferire maggiore grandiosità architettonica al Largo, tramite un modello monumentale che impiegava due quinte architettoniche contrastanti, fiancheggiate da elementi neutri (in questo caso, rispettivamente il porticato semicircolare, la Reggia e i palazzi gemelli).
I lavori per la costruzione del Foro Gioacchino, che proseguirono fino al 1815, portarono all'erezione dei due palazzi gemelli (il Palazzo dei Ministri di Stato e il Palazzo per il Ministero degli Esteri), mentre dell'edificio erano complete solo le fondamenta. A Murat si deve inoltre lo slargo di collegamento della piazza con Via Chiaia che intitolò Largo Carolina in onore alla moglie. Sempre a Murat si deve il completamento dei lavori, cominciati sotto Giuseppe, del Ponte della Sanità (in precedenza i viandanti diretti a Capodimonte erano costretti a percorrere una ripida discesa nel vallone della Sanità e una dura salita dal lato di Capodimonte.) che costituiva il cosiddetto "Corso Napoleone" (oggi via Santa Teresa degli Scalzi e corso Amedeo di Savoia) unendo il centro città e il distretto di Capodimonte ove sorgeva anche il palazzo reale e dove l'astronomo Federigo Zuccari ottenne dal re francese l'ordine che si costruisse un nuovo edificio dalle forme monumentali, il futuro Osservatorio astronomico, la cui impresa fu approvata l'8 marzo del 1812 e il 4 novembre fu posta la prima pietra del nuovo osservatorio con una solenne cerimonia presieduta dal ministro Giuseppe Zurlo.
Sia l'Osservatorio che l'Orto Botanico erano stati ufficialmente fondati da Giuseppe Bonaparte ma furono realizzati sotto Murat. A lui si devono anche l'avvio dei lavori nel 1812 di Via Posillipo affidata a Romualdo De Tommaso per collegare Mergellina al Capo di Posillipo. Murat promosse i lavori di prosciugamento delle paludi che si trovavano ad est di Napoli, ai piedi della collina di Poggioreale, e quelle della piana tra Posillipo e il mare, nell'odierno quartiere di Fuorigrotta. Nel 1812 Murat provvide alla risistemazione di tutto l'asse stradale di Piazza Cavour dal Museo fino all'Albergo dei Poveri e oltre, comportando il riempimento dei fossati del largo e l'adeguamento edilizio delle costruzioni che rendevano angusto il passaggio.

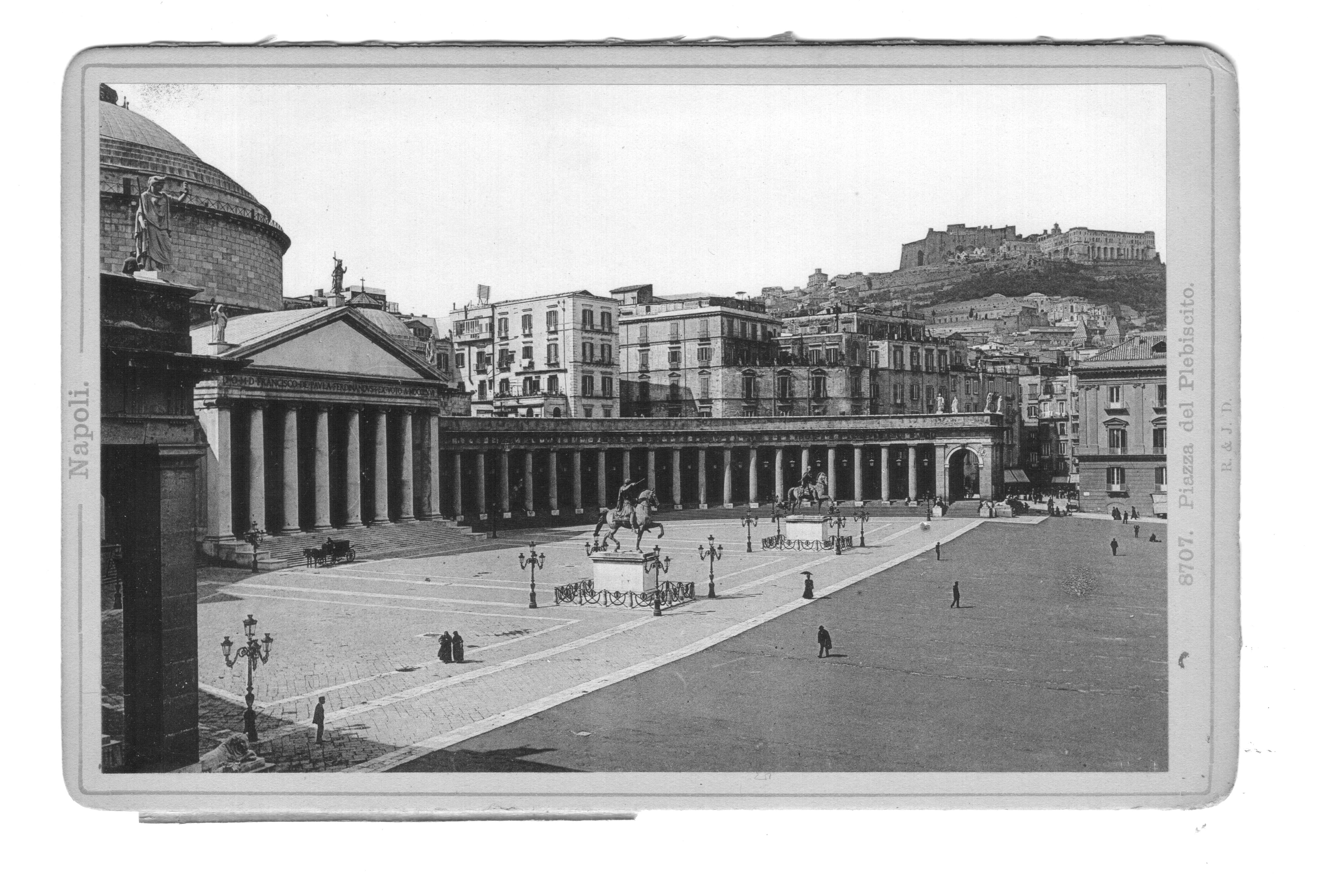
La chiesa di San Francesco di Paola in una foto d'epoca

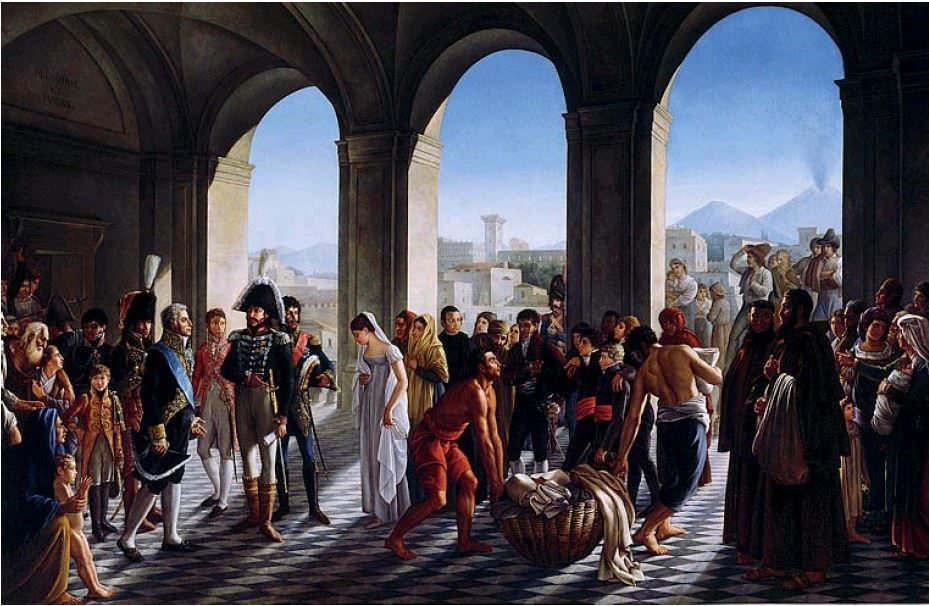
Murat in visita al Real Albergo dei Poveri, di Benjamin Rolland

Il 1º gennaio 1809 Murat introdusse nel regno il Codice Napoleonico che, tra le varie riforme, legalizzò, per la prima volta nella penisola, il divorzio, il matrimonio civile e l'adozione, cosa che non venne gradita dal clero, che così perse la facoltà di gestire le politiche familiari. La nobiltà apprezzò le cariche e la riorganizzazione dell'esercito sul modello francese, che offriva belle possibilità di carriera. I letterati apprezzarono la riapertura dell'Accademia Pontaniana per opera di intellettuali che si riunirono nella residenza di Giustino Fortunato e l'istituzione della nuova Accademia reale e i tecnici l'attenzione data agli studi scientifici e industriali. Furono abolite le prestazioni gratuite dei contadini a favore dei feudatari e tolto il divieto di usufruire delle acque dei fiumi per irrigare i campi o far funzionare i mulini.
Tuttavia i più scontenti erano i commercianti, ai quali il blocco imposto ai commerci di Napoli dagli inglesi rovinava gli affari (blocco contro il quale lo stesso Murat tollerava e favoriva il contrabbando, il che costituiva un'ulteriore ragione per accordargli il favore popolare). Molto efficace, anche se attuata con metodi di sconvolgente crudeltà, fu la repressione del brigantaggio, affidata dapprima al generale Andrea Massena e poi al generale Charles Antoine Manhès. L'11 giugno 1809 fondò il Supremo Consiglio di Napoli (detto delle Due Sicilie) del Rito Scozzese Antico e Accettato della Massoneria, di cui fu il primo Sovrano Gran Commendatore fino al 1815.
Nel 1810 per tre mesi Murat governò il regno dalle alture di Piale (attualmente frazione di Villa San Giovanni, in provincia di Reggio Calabria). Egli, muovendosi da Napoli per la conquista della Sicilia (dove si era rifugiato il re Ferdinando I sotto la protezione degli inglesi, un esercito dei quali era accampato presso Punta Faro a Messina), giunse a Scilla il 3 giugno 1810 e vi restò sino al 5 luglio, quando fu completato il grande accampamento calabrese di Piale.

Carolina Bonaparte con i figli, di François Gérard

Nel breve periodo di permanenza, Murat fece costruire i tre forti di Torre Cavallo, Altafiumara e Piale, quest'ultimo con torre telegrafica (telegrafo di Chappe). Il 26 settembre dello stesso anno, constatando impresa difficile la conquista della Sicilia, anche per il sostegno poco convinto di Napoleone, Murat dismise l'accampamento di Piale e ripartì per la capitale. Nel 1811, dopo alcuni contrasti con Napoleone che minacciava di inglobare il regno di Napoli nell'impero, Murat introdusse una norma che prevedeva che i ministri e i funzionari dello stato dovessero avere la cittadinanza del regno.
In tal modo voleva obbligare tutti i francesi che avessero voluto conservare i loro incarichi a naturalizzarsi acquisendo la cittadinanza napoletana. Napoleone intervenne nella questione affermando che tutti i cittadini francesi erano da considerarsi anche cittadini del Regno di Napoli. Murat, dopo la presa di posizione dell'imperatore, fu costretto a fare marcia indietro. Diede però inizio a una lenta e costante sostituzione dei funzionari francesi con elementi napoletani. Non va infine sottovalutato il ruolo avuto nel governo del periodo murattiano dalla moglie Carolina, donna intelligente ancorché molto ambiziosa.

### Ultime battaglie con Napoleone
Il suo ruolo di re non gli impedì di partecipare, nella Grande Armée, alla campagna di Russia del 1812, al comando della cavalleria napoleonica e di un contingente di soldati del regno di Napoli: il suo comportamento in battaglia fu, come in passato, eccellente. La sua carica nella battaglia della Moscova decise le sorti della medesima a favore dell'armata napoleonica. Fu grazie alla sua impetuosità che Murat, incaricato di guidare l'avanguardia dell'esercito napoleonico, con la sua colonna serrata di cavalleria invase Mosca e giunse al Cremlino.
Così fu anche durante la ritirata e il 5 dicembre 1812 Napoleone, partendo per rientrare a Parigi, gli affidò il comando di ciò che rimaneva della Grande Armée. Tuttavia Murat, giunto a Poznań, lasciò a sua volta il comando dell'armata francese a Eugenio di Beauharnais il 16 gennaio 1813 e rientrò in tutta fretta a Napoli. Risalgono a questo periodo i primi negoziati con gli austriaci, influenzati dai consigli della regina Carolina. Tornò comunque a fianco di Napoleone in tempo per combattere a Dresda e a Lipsia, dopo di che lasciò l'Armata.

### Il tradimento
Giunto a Milano l'8 novembre 1813, Murat fece sapere all'ambasciatore austriaco di essere disposto a lasciare il campo napoleonico e due mesi dopo (gennaio 1814) venne firmato un trattato di alleanza fra Austria e Regno di Napoli. La sera del 6 febbraio la notizia, inviatagli da Eugenio di Beauharnais, giunse a Napoleone, che era impegnato nella difesa del suolo francese, e che così reagì:
(Napoleone Bonaparte.)
Murat, di fronte al rischio di perdere quel regno che aveva faticosamente costruito e rimesso finanziariamente in piedi dopo il breve regno di Giuseppe Bonaparte, da poco avveduto diplomatico qual era scelse il cambio di schieramento, nella speranza che le Grandi Potenze decidessero di lasciargli il suo Stato, impedendo la restaurazione borbonica. Del resto i suoi rapporti con lo stesso Napoleone erano ormai da tempo deteriorati, tanto che l'illustre cognato, dimenticando spesso i legami di parentela che li legavano, lo considerò sempre e comunque un "vassallo". Nel trattato l'Austria garantiva al Murat i suoi Stati, ponendo così un'ipoteca sulle decisioni del congresso di Vienna, che in un primo tempo non volle privarlo del Regno di Napoli, appoggiata in questo anche dall'Inghilterra e dalla Russia, che avevano riconosciuto ufficialmente il trattato di gennaio.

### Il Congresso di Vienna
A Vienna furono presenti due distinte delegazioni napoletane, quella di Gioacchino Murat, re in carica, e quella della corte borbonica di Palermo, che rivendicava la restituzione del regno occupato nel 1806 dall'armata napoleonica. Naturalmente il trattato firmato da Murat con l'Austria, che gli riconosceva in termini assai chiari il possesso del regno, fu un duro colpo per le speranze di Ferdinando, che furono rianimate però dalla restaurazione in Spagna e in Francia delle dinastie borboniche, ovviamente favorevoli alla sua causa. Talleyrand, sostenuto dal ministro plenipotenziario spagnolo, il marchese Pedro Gómez Labrador, si batté fin dall'inizio, in nome del principio di legittimità, per la restaurazione sul trono napoletano di Ferdinando di Borbone. Ostile a Murat era anche papa Pio VII, poiché il re di Napoli occupava le Marche e le due enclaves pontificie di Benevento e Pontecorvo. Ma in generale tutto I'orientamento del congresso era sfavorevole al cognato di Napoleone, come dimostrano fra l'altro le parole del prussiano Wilhelm von Humboldt nel progetto di regolamento del congresso redatto nel settembre 1814:
Per ben due volte, il 12 settembre e il 25 dicembre 1814, il duca di Wellington ambasciatore inglese a Parigi, prospettò l'eventualità di una spedizione militare dalla Sicilia per scacciare Murat dal trono napoletano, ma il primo ministro Liverpool bocciò l'ipotesi di un diretto coinvolgimento militare inglese in Italia.
Come ha scritto Walter Maturi, il destino di Murat a Vienna era legato a un filo, e quel filo era nelle mani di Metternich. Questi continuava ad affermare di essere legato al rispetto del trattato del gennaio 1814. In realtà anche il ministro austriaco diffidava di Murat, e non era per nulla propenso a lasciare sul trono un parente di Napoleone, un uomo incline all'avventura e comunque non certo un fattore di stabilità nella penisola poiché da tempo amava presentarsi come punto di riferimento delle aspirazioni degli italiani all'indipendenza e all'unità. Metternich però riteneva che il momento non fosse ancora giunto, e perciò contrastava le bordate di Talleyrand, che chiedeva al congresso di pronunciarsi ufficialmente per la detronizzazione dell'usurpatore. Il ministro austriaco non voleva che la restaurazione dei Borbone offrisse alla Francia un appiglio per inserirsi nel gioco politico della penisola.
Metternich decise di scavalcare l'ostico plenipotenziario francese avviando trattative direttamente con Parigi, tramite il conte di Blacas, favorito di Luigi XVIII. L'accordo fu concluso da Castlereagh, che agì come procuratore di Metternich, quando passo da Parigi sulla via del ritorno a Londra. In pratica Ferdinando, in cambio dell'impegno austriaco a scacciare Murat dal trono, accettò di accollarsi le spese della spedizione militare e cedette alle richieste di Vienna su tutte le altre questioni concernenti l'assetto della penisola italiana. Il 5 marzo 1815 Luigi XVIII inviava Talleyrand un dispaccio contenente le indicazioni per negoziare su queste basi un trattato segreto con l'Austria che prevedesse la cacciata di Murat dal trono. In conclusione, quando giunse improvvisa a Vienna la notizia della fuga di Napoleone dall'isola d'Elba, la sorte di Murat era già stata decisa, anche se Metternich si riservava di decidere i tempi opportuni del previsto intervento militare. L'ultima avventura di Napoleone avrebbe travolto nella disfatta anche il suo infido cognato.

### Guerra contro l'Austria e caduta

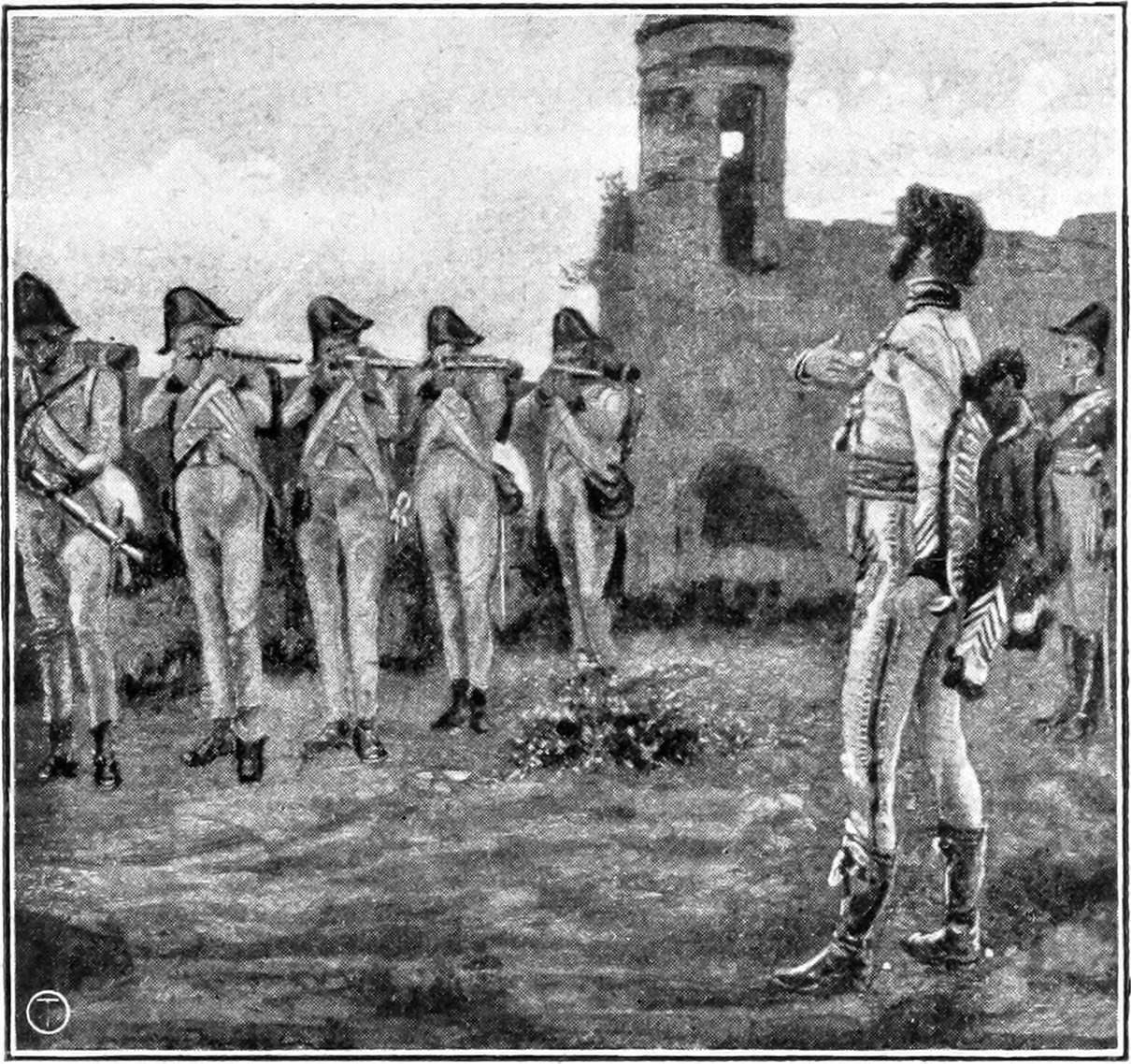
La fucilazione di Gioacchino Murat

Il 1º marzo 1815 Napoleone sbarcò vicino a Cannes, dopo essere fuggito dall'isola d'Elba, e il 5 marzo Murat scrisse alle corti di Vienna e di Londra che, qualunque fossero state le sorti di Napoleone dopo il rientro in Francia dall'Elba, egli sarebbe rimasto fedele all'alleanza con i due stati, così come gli chiese lo stesso cognato scrivendogli che «il passato fra loro due non esisteva più» e, perdonandolo della sua condotta dell'anno precedente, altresì gli raccomandava soprattutto di mantenersi in accordo con gli austriaci e di limitarsi a contenerli se avessero marciato contro la Francia.
Ma già il 19 dello stesso mese, vedendo che al Congresso si tendeva all'opzione della restaurazione borbonica sui territori del suo regno, Murat diede inizio alla guerra austro-napoletana, invadendo lo Stato Pontificio con un esercito di 35.000 uomini. Murat proseguì ancora avanzando verso nord, entrò con il suo esercito nelle Legazioni, presidiate dall'esercito austriaco che, dopo alcuni tentativi di resistenza, si ritirò, lasciando a Murat anche la città di Bologna, dove Murat entrava il 2 aprile, e l'8 aprile faceva presentare ai suoi plenipotenziari a Vienna una nota nella quale, pur protestando contro l'atteggiamento austriaco, ribadiva la sua volontà di rispettare gli accordi del gennaio 1814.
La risposta della diplomazia austriaca fu rapida: il 10 dello stesso mese il ministro austriaco Metternich presentava ai plenipotenziari di Murat la dichiarazione di guerra e il 28 aprile l'Austria firmava un trattato di alleanza con Ferdinando III di Sicilia; la sovranità di quest'ultimo sul Regno di Napoli e di Sicilia venne successivamente ratificata dal Congresso di Vienna. Murat fu sconfitto dagli austriaci, prima a Occhiobello, poi, dopo una ritirata attraverso Faenza e Forlì, occupate da Adam Albert von Neipperg, nella battaglia di Tolentino (2 maggio 1815); il successivo trattato di Casalanza (20 maggio 1815), firmato presso Capua per conto dello stesso Murat da parte di Pietro Colletta e Michele Carrascosa, sancì definitivamente la sua caduta e il ritorno del Borbone sul trono.

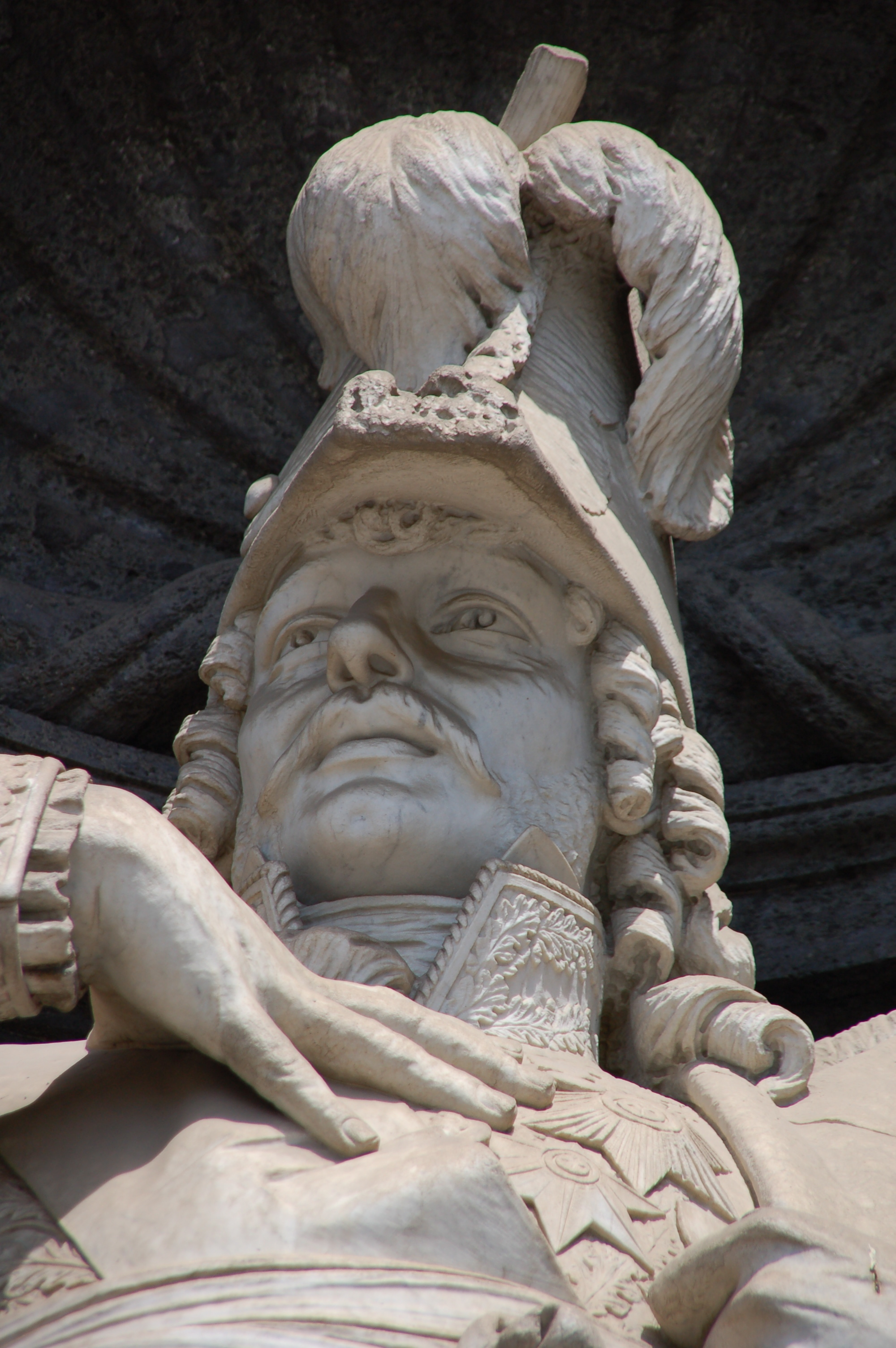
Statua di Murat sulla facciata del Palazzo Reale di Napoli

Intanto Murat, dopo la disfatta di Tolentino e dopo aver emesso il 12 maggio il famoso proclama, falsamente datato 30 marzo 1815 e dedicato agli italiani, che chiamò alla rivolta contro i nuovi padroni, presentandosi come alfiere della loro indipendenza, commise uno dei suoi ultimi errori. Aveva l'intenzione di portarsi a Gaeta per difendere il suo regno ormai perso, ma i suoi cortigiani gli imposero la partenza per la Francia per andare a combattere con Napoleone. Fu convenuto che la regina sarebbe rimasta a Napoli per trattare con gli inglesi e il 19 maggio alle 8 di sera lasciò la sua corte e la sua famiglia: non li avrebbe mai più rivisti. Nella mattinata del 20 maggio s'imbarcò per Ischia e riuscì a sbarcare a Cannes il 25 maggio.
Qui errò a lungo per la Provenza, nella speranza che l'illustre cognato, ripreso il potere dopo la fuga dall'isola d'Elba, lo richiamasse nell'Armata. Ma Bonaparte non solo non lo richiamò, ma gli impose, tramite un inviato del ministro degli esteri Caulaincourt, di tenersi lontano da Parigi e di soggiornare tra Grenoble e Sisteron. Il non volere Murat al suo fianco fu un errore rimpianto dallo stesso Napoleone nelle sue memorie: in Belgio «pure ci avrebbe forse potuto arrecare la vittoria: che abbisognava in certi istanti della giornata di Waterloo? Di rompere tre, o quattro quadrati d'inglesi: ora Murat era mirabile per simile bisogno; era precisamente l'uomo della cosa; giammai, alla testa della cavalleria, ne fu veduto uno più determinato, più bravo, più coraggioso di lui.»

### Arresto e fucilazione
Venuto a conoscenza della disfatta napoleonica a Waterloo, dove l'imperatore con 120.000 uomini non riuscì a difendere il suo impero, e avendo Murat una taglia sulla testa di 48.000 franchi, messa a disposizione dal marchese di Rivière, un uomo che Murat stesso aveva salvato dal patibolo, il re di Napoli si rifugiò rocambolescamente in Corsica, ove giunse il 25 agosto 1815 e dove fu presto circondato da centinaia di suoi partigiani. Aspettando fin troppo a lungo i passaporti provenienti dall'Austria per poter raggiungere la moglie Carolina a Trieste e avendo false notizie sul malcontento dei napoletani, fu convinto a organizzare una spedizione per riprendersi il regno di Napoli. La spedizione, messa in piedi frettolosamente e forte di circa 250 uomini, partì da Ajaccio il 28 settembre 1815. Murat voleva dapprima sbarcare nei dintorni di Salerno, ma, dirottato da una tempesta in Calabria e tradito dal capo battaglione Courrand, sbarcò l'8 ottobre nel porticciolo di Pizzo.

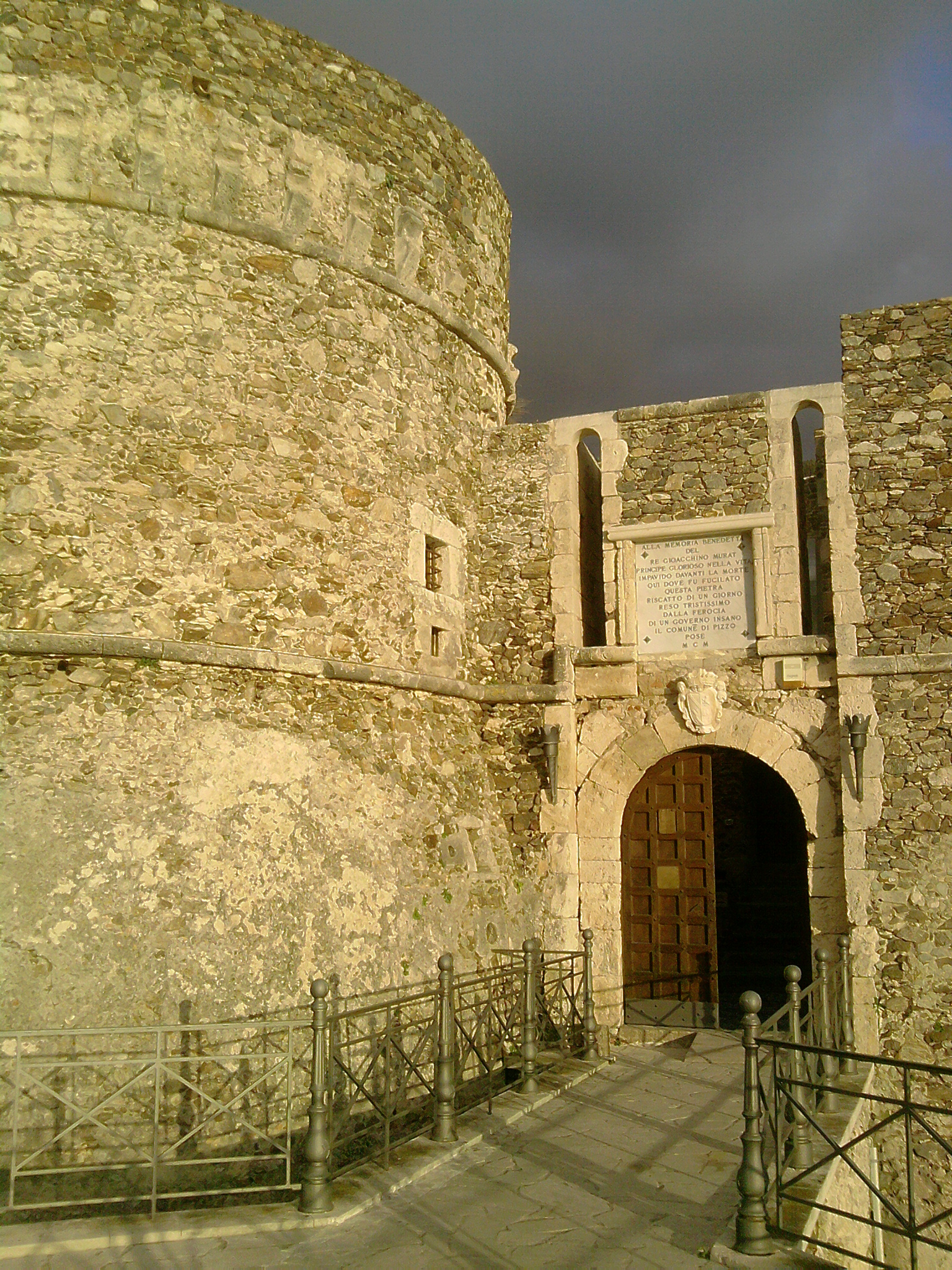
Il Castello di Pizzo, luogo di prigionia e fucilazione di Gioacchino Murat

Intercettato dalla gendarmeria borbonica comandata dal capitano Trentacapilli, fu da questi arrestato e fatto rinchiudere nelle carceri del locale castello. Informato della cattura dell'ex sovrano, il generale Vito Nunziante (quale governatore militare delle Calabrie) si precipitò incredulo da Monteleone, dove si trovava, a sincerarsi dell'identità del prigioniero. Ferdinando IV di Borbone (nel frattempo risalito al trono) nominò da Napoli una commissione militare competente a giudicare Gioacchino, composta da sette giudici e presieduta dal fedelissimo Vito Nunziante, al quale il re aveva ordinato di applicare la sentenza di morte in base al codice penale promulgato dallo stesso Gioacchino Murat, che prevedeva la massima pena per chi si fosse reso autore di atti rivoluzionari, e di concedere al condannato soltanto una mezz'ora di tempo per ricevere i conforti religiosi. 

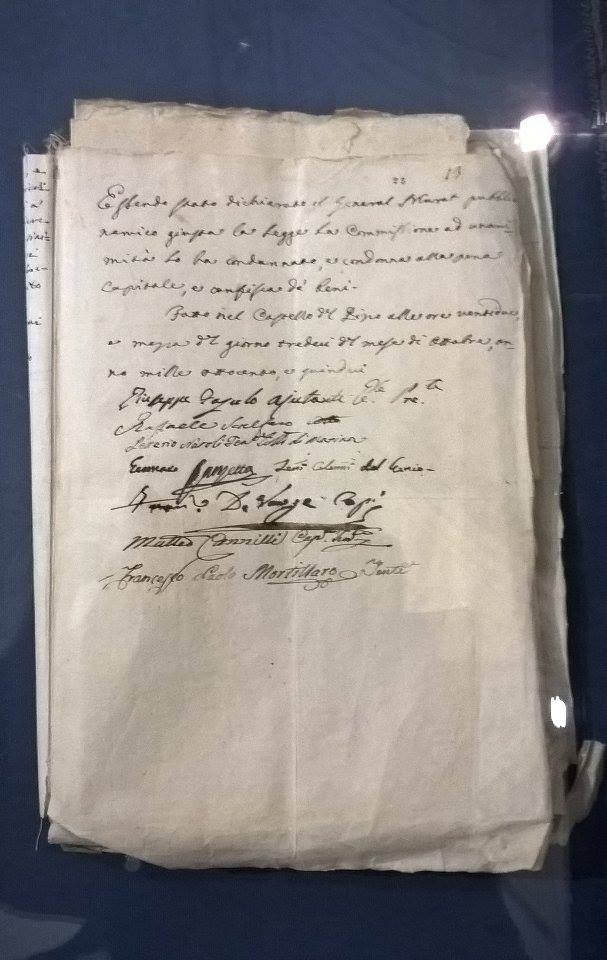
Sentenza di condanna a morte di Gioacchino Murat, conservata presso l'Archivio di Stato di Napoli

Nell'ascoltare la condanna capitale Murat non si scompose. Chiese di poter scrivere in francese l'ultima lettera alla moglie e ai figli (i quali, postisi sotto la protezione della bandiera del Regno Unito, furono poi trasferiti dagli austriaci a Trieste), che consegnò a Nunziante in una busta con alcune ciocche dei suoi capelli.
Volle confessarsi e comunicarsi, prima di affrontare il plotone d'esecuzione che l'attendeva, e venne fucilato a Pizzo il 13 ottobre 1815. Di fronte al plotone d'esecuzione si comportò con grande fermezza, rifiutando di farsi bendare. Pare che le sue ultime parole siano state:
(Gioacchino Murat)
Charles Gallois, quasi come un cronista dell'epoca, narra: «I soldati sono commossi, due colpi partono senza sfiorarlo. "Nessuna grazia! Ricominciamo! Fuoco!" Questa volta dieci colpi detonarono insieme; 6 palle lo hanno colpito. Si mantenne ritto un istante. Poi piombò al suolo fulminato.» Dopo essersi sbarazzato di un così pericoloso rivale, Ferdinando di Borbone insignì Pizzo del titolo di "fedelissima" e concesse al generale Nunziante il feudo e il titolo di Marchese di San Ferdinando di Rosarno.

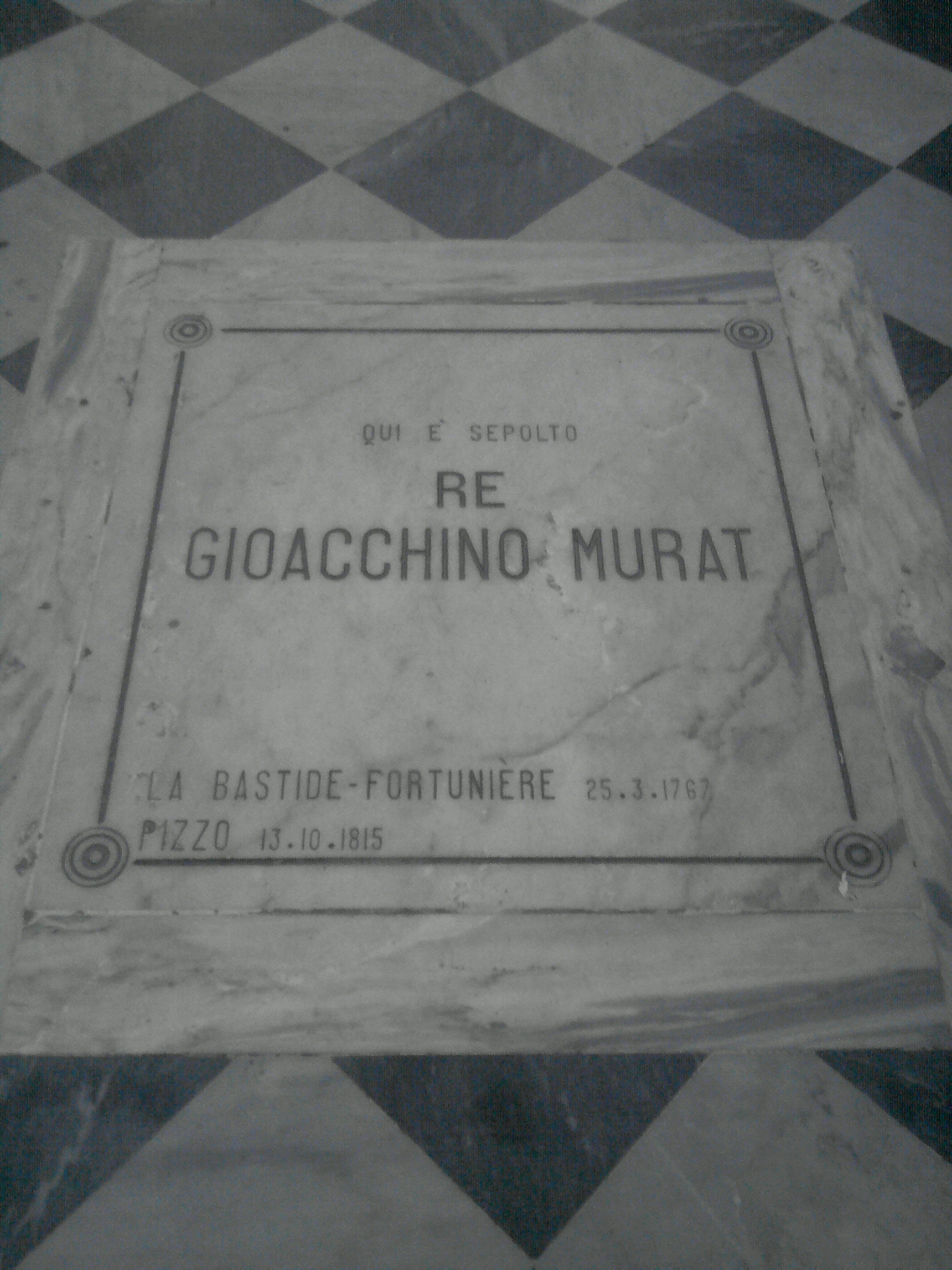
Lapide che ricorda il luogo di sepoltura di Gioacchino Murat nella Chiesa Matrice di San Giorgio a Pizzo

In seguito, circolarono voci che ritenevano Murat vittima di un complotto architettato da Giustino Fortunato e Pietro Colletta, i quali lo avrebbero attirato in Calabria facendogli credere di essere ricevuto e acclamato dal regno, complotto che infine si rivelò inesistente. Otto giorni dopo la fucilazione, il generale Nunziante fu nominato marchese, mentre il tenente che eseguì la fucilazione diventò comandante. Sull'epilogo della vita di Murat, suo cognato Napoleone espresse, nelle proprie memorie, un giudizio lapidario:
(Napoleone Bonaparte)

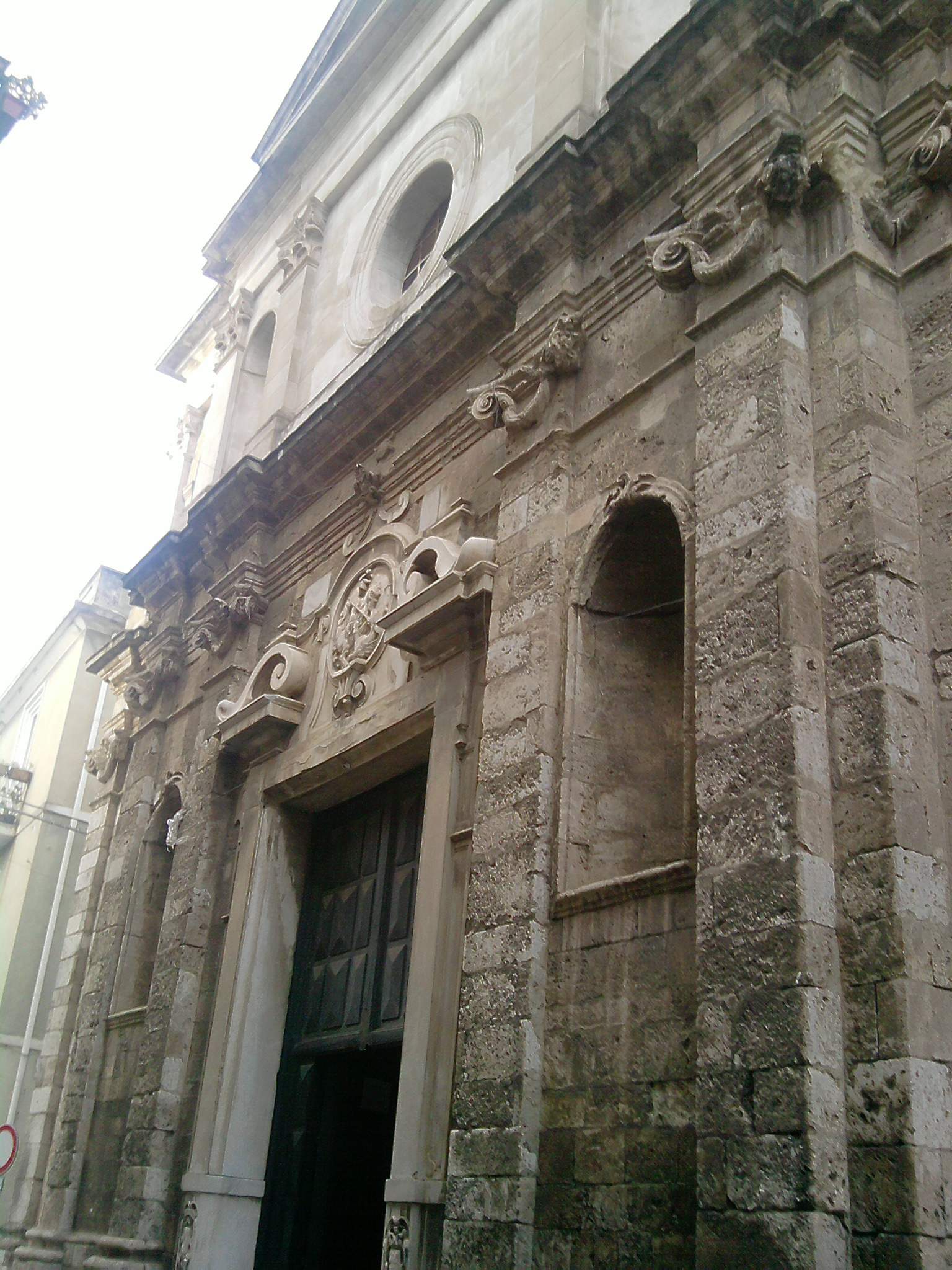
La Chiesa Matrice di San Giorgio a Pizzo, luogo di sepoltura di Gioacchino Murat

Murat è ricordato con una lapide al cimitero di Père-Lachaise di Parigi e da un monumento nel cimitero della Certosa di Bologna, che sovrasta la tomba della figlia Letizia che sposò un conte Pepoli a Bologna. Il corpo venne sepolto nella chiesa di San Giorgio a Pizzo, in una fossa comune; una lapide sul pavimento al centro della navata ne ricorda la sepoltura in questo tempio.

## Discendenti

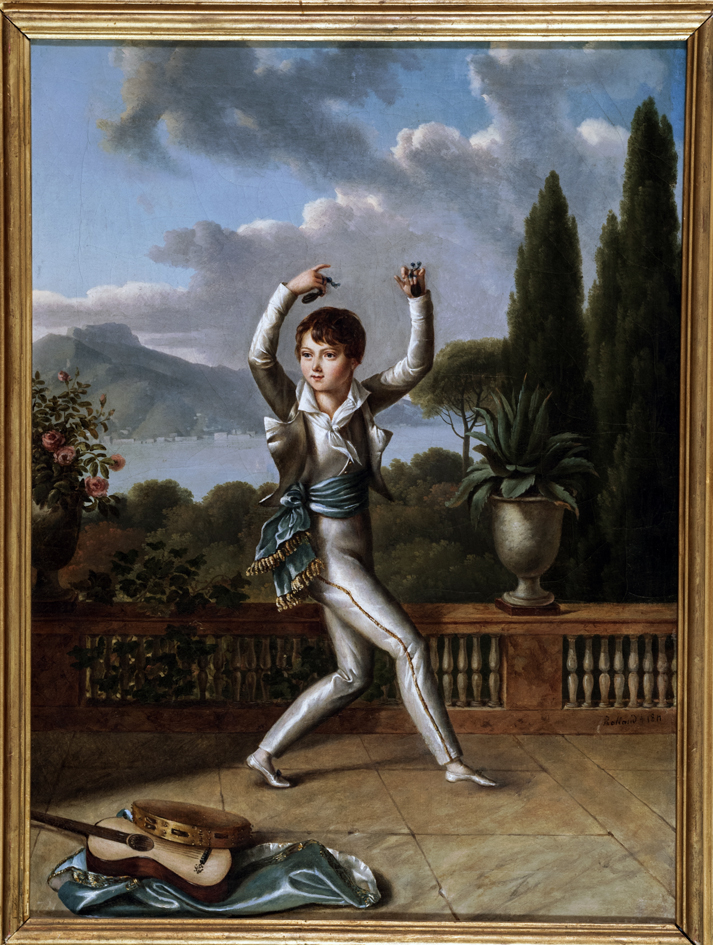
Dipinto del giovane Luciano Murat presente alla Reggia di Caserta, Rolland Benjamin, 1811.

Da Carolina Bonaparte Gioacchino Murat ebbe quattro figli:
- Napoleone Achille, (Parigi, 1801 – Wacissa, 1847), emigrò nel 1821 negli USA ove sposò Catherine Willis, una nipote di George Washington.
- Letizia (Parigi, 1802 – Bologna, 1859), sposata al marchese di antica nobiltà bolognese Guido Taddeo Pepoli (1823), dal quale ebbe Gioacchino Napoleone Pepoli.
- Napoleone Luciano Carlo, (Milano, 1803 – Parigi, 1878), principe di Pontecorvo, raggiunse il fratello Achille negli USA (1825) ove si sposò. Tornò in Francia nel 1848 e fu nominato ambasciatore di Francia a Torino (1849 – 1850). Il cugino Napoleone III lo nominò senatore e gli conferì il titolo nobiliare di principe.
- Luisa Giulia (1805 - 1889). Sposò il conte ravennate Giulio Rasponi, dalla cui unione nacquero: Gioacchino Rasponi Murat, Achille Rasponi Murat e Letizia Rasponi Murat, madre di Gabriella Rasponi Spalletti.

## Ascendenza
|                                |                  |                     | Genitori         |  |  | Nonni           |  |  | Bisnonni     |  |
|                                |                  |                     |                  |  |  | Guillaume Murat |  |  | Pierre Murat |  |
|                                |                  |                     |                  |  |  | Guillaume Murat |  |  | Pierre Murat |  |
|                                |                  | Catherine Badourès  |                  |  |  | Guillaume Murat |  |  |              |  |
| Pierre Murat-Jordy             |                  |                     |                  |  |  | Guillaume Murat |  |  |              |  |
|                                |                  | Marguerite Herbeil  | Bertrand Herbeil |  |  |                 |  |  |              |  |
|                                |                  | Marguerite Herbeil  | Bertrand Herbeil |  |  |                 |  |  |              |  |
|                                |                  | Marguerite Herbeil  | Anne Roques      |  |  |                 |  |  |              |  |
| Gioacchino Murat, Re di Napoli |                  | Marguerite Herbeil  |                  |  |  |                 |  |  |              |  |
|                                | Pierre Loubières | …                   |                  |  |  |                 |  |  |              |  |
|                                | Pierre Loubières | …                   |                  |  |  |                 |  |  |              |  |
|                                | Pierre Loubières | …                   |                  |  |  |                 |  |  |              |  |
| Jeanne Loubières               | Pierre Loubières |                     |                  |  |  |                 |  |  |              |  |
|                                |                  | Jeanne Viellescazes | …                |  |  |                 |  |  |              |  |
|                                |                  | Jeanne Viellescazes | …                |  |  |                 |  |  |              |  |
|                                |                  | Jeanne Viellescazes | …                |  |  |                 |  |  |              |  |
|                                |                  | Jeanne Viellescazes |                  |  |  |                 |  |  |              |  |

## Cinema e televisione
- Napoleon, di Abel Gance, (1927), con Genica Missirio nel ruolo di Murat.
- Les beaux jours du roi Murat, di Théophile Pathe, (1946), con Alfred Adam.
- I grandi camaleonti, serie TV di Edmo Fenoglio (1964), con Glauco Onorato nella parte di Murat.
- Murat, di Silverio Blasi (TV, 1975), con Orso Maria Guerrini nel ruolo di re Gioacchino.
- Napoléon (miniserie TV, 2002), di Yves Simoneau, con Claudio Amendola.
- Fuoco su di me, diretto Lamberto Lambertini, (2006), con Omar Sharif.

## Videogiochi
- Assassin's Creed: Unity (2014): nel videogame sviluppato da Ubisoft, Gioacchino Murat appare nella missione Signaling Officer Murat di Storie di Parigi.
- Napoleon Total War (2010): nel videogame sviluppato da The Creative Assembly, Gioacchino Murat è un generale giocabile nelle battaglie di Dresda, Borodino e in "Campagna europea".

## Gioacchino Murat nella cultura di massa
- Medaglia Murat: premio astrofisico istituito da INAF Capodimonte. Il riconoscimento premia il lavoro di singoli o gruppi di ricerca che abbiano dimostrato coraggio nella realizzazione del loro progetto, caratteristica appannaggio del personaggio storico di Gioacchino Murat. Il premio è stato istituito nel 2012, in occasione del bicentenario della posa della prima pietra dell'Osservatorio astronomico di Capodimonte, avvenuta il 4 novembre 1812, durante il periodo murattiano. Nel 2017, ultimo anno di assegnazione del premio, la medaglia Murat è stata conferita al gruppo VIRGO di Napoli.[49]
- Premio Murat[50]: premio letterario nato a Bari nel 2001, ad opera del GREC (Groupe de Recherche sur l'Extrême contemporain). Si prefigge di premiare l'autore di un romanzo in lingua francese non ancora noto in Italia.
- Il re di Napoli ricopre un ruolo notevole nella toponomastica italiana. Difatti, gli sono state dedicate numerose vie in città quali Torre Annunziata, Napoli, Milano, Trieste, Bari, Rosolini, Oppido Mamertina, Pietragalla, Cagliari. Inoltre, sono intitolate al suo nome una piazza a Centola e un borgo a Pollenza.[51]

## Voci correlate

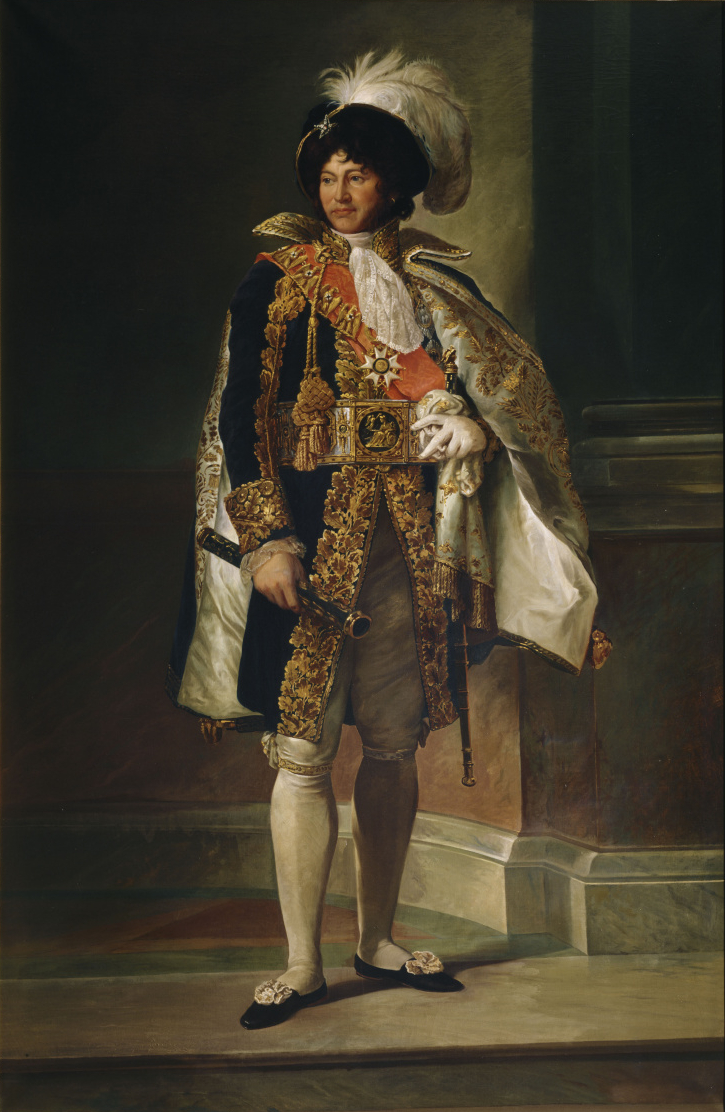
Joachim Murat